# Batrachoseps luciae
Batrachoseps luciae (tên tiếng Anh: Santa Lucia Mountains Slender Salamander) là một loài kỳ giông thuộc họ Plethodontidae.

## Phân bố
Đây là loài đặc hữu của California, ở Monterey County miền tây Hoa Kỳ.
This salamander is endemic tới Santa Lucia Range từ Monterey Peninsula về phía nam tới near the Monterey-San Luis Obispo county line. Môi trường sống tự nhiên của chúng là riparian areas, montane chaparral và woodlands, và temperate coniferous forests.